# Keiji Suzuki
Keiji Suzuki (鈴木 桂治, Suzuki Keiji), né le 3 juin 1980, est un judoka japonais. Il a remporté la médaille d'or de la catégorie reine du judo (+ 100 kg) lors des Jeux olympiques de 2004 à Athènes. D'autre part, il a remporté deux titres mondiaux dans sa carrière dans deux catégories de poids différentes puisque le Japonais combat parfois dans la catégorie inférieure des moins de 100 kg. Il décide de prendre sa retraite en 2012 à la suite de multiples blessures afin de se consacrer à l'enseignement.

## Palmarès

### Jeux olympiques
- Jeux olympiques de 2004 à Athènes (Grèce) :
  -  Médaille d'or en plus de 100 kg.

### Championnats du monde
- Championnats du monde 2003 à Osaka (Japon) :
  -  Médaille d'or en toutes catégories.
- Championnats du monde 2005 au Caire (Égypte) :
  -  Médaille d'or en moins de 100 kg.
- Championnats du monde 2010 à Tokyo (Japon) :
  -  Médaille de bronze en toutes catégories.

### Divers
- Principaux tournois
  - 2 podiums au Tournoi de Paris (1er en 2002, 1er en 2003).
  - 3 podiums au Tournoi de Hambourg (1er en 2004, 3e en 2007, 3e en 2008).
  - 1 podium au Tournoi de Moscou (1er en 2002).
  - 3 podiums à la Coupe Jigoro Kano (3e en 1999, 1er en 2002, 1er en 2003).
- Par équipes :
  -  Champion du monde par équipes en 2002 à Bâle (Suisse).
- Juniors :
  -  Champion du monde juniors en 1998 à Cali (Colombie).